# متال گیر
متال گیر (به ژاپنی: メタルギア تلفظ:Metaru Gia) (به‌طور مخفف MG) یک بازی ویدئویی اکشن و ماجراجویی نظامی است که در ابتدا در سال ۱۹۸۷ توسط کونامی برای رایانه ام‌اس‌ایکس۲ در ژاپن و بخش‌هایی از اروپا منتشر شد. با توجه به بازی رایج در سبک بازی مخفی کاری، این اولین بازی ویدئویی بود که توسط هیدئو کوجیما به‌طور کامل توسعه یافت، و بیشتر بازی‌های سری متال گیر را کارگردانی کرد. چند ماه بعد پورت بازسازی شده بازی برای فامیلی کامپیوتر دیسک سیستم منتشر شد، که بعداً در دو سال بعد در بازارهای بین‌المللی برای سیستم سرگرمی نینتندو منتشر شد. این نسخه بدون دخالت کوجیما توسعه یافته‌است و در میان سایر تغییرات، طرح‌های سطح آن به شدت تغییر کرده‌است. نسخه شبیه‌سازی شده فمیکام  با نسخه ویژه متال گیر سالید: زوج اسنیک در گیم‌کیوب عرضه شد. یک پورت وفادارتر از نسخه ام‌اس‌ایکس۲ بعداً در متال گیر سالید ۳: سابسیستنس برای کنسول پلی‌استیشن ۲ و همچنین در مجموعه اچ‌دی همان بازی منتشر شده برای پلی‌استیشن ۳، اکس‌باکس ۳۶۰ و پلی‌استیشن ویتا با این پورت‌های جدیدتر دارای ترجمه اصلاح شده و ویژگی‌های گیم پلی اضافی گنجانده شد. نسخهٔ ام‌اس‌ایکس نیز برای کنسول مجازی وی و رایانه شخصی منتشر شد.
بازیکنان سالید اسنیک را کنترل می‌کنند، یکی از نیروهای ویژه «FOXHOUND»، که به صورت انفرادی به منطقه مستحکم «Outer Heaven» می‌رود تا متال گیر (تانک‌های ۲پایی که می‌توانند از تمام نقاط جهان بمب هسته‌ای شلیک کنند). به عنوان نجات تعدادی از عوامل دیگر که توسط دشمن اسیر شده‌اند. این بازی یک موفقیت بزرگ بین‌المللی بود و نسخه ان‌ای‌اس در ایالات متحده ۱ میلیون واحد فروخت.

## گیم پلی
بازیکن کنترل یک عملیات نظامی با نام مستعار سالید اسنیک را دارد که هدف آن نفوذ به پایگاه دشمن و در عین حال جلوگیری از تماس بصری و رویارویی مستقیم با نگهبانان گشت زن است. در صورت مشاهده بازیکن، بازی وارد «حالت هشدار» می‌شود. در این شرایط، اسنیک باید از دید دشمن فرار کند تا بتواند نفوذ را از سر بگیرد. روش فرار بسته به شرایط پشت کشف متفاوت است.
- اگر اسنیک دیده شود و فقط یک علامت تعجب روی سر دشمن ظاهر شود، فقط دشمنان در صفحه کنونی بازیکن حمله کرده و اسنیک می‌تواند با حرکت به یک صفحه مجاور فرار کند.
- با این حال، اگر دو علامت تعجب روی دشمن ظاهر شود (یا بازیکن با مشاهده یک دوربین، سنسور مادون قرمز یا ایجاد صدای بلند از طریق انفجار یا شلیک گلوله بدون فشار) زنگ هشدار را فعال کند، سربازان دشمن خارج از صفحه نیز ظاهر می‌شوند. به اسنیک تنها با از بین بردن همه دشمنان ورودی، بیرون رفتن از خانه، ورود به آسانسور یا ورود به باس فایت می‌تواند فرار کند.

اسنیک مأموریت خود را بدون سلاح آغاز می‌کند، اما می‌تواند خود را با سلاح‌های گرم و مواد منفجره متعدد که می‌تواند در سراسر سنگر دشمن به دست آورد، مسلح کند. هر سلاح دارای مهمات یا منابع محدود است و تنها با تهیه مخازن مهمات یا منابع اضافی می‌توان آن‌ها را پر کرد. همچنین می‌توان صداخفه کن به دست آورد که به بازیکن اجازه می‌دهد بدون ایجاد سر و صدا، تفنگ دستی و اسلحه کمری را شلیک کند. برخی سلاح‌ها همچنین می‌توانند برای پاکسازی موانع مانند دیوارهای توخالی و کف برقی استفاده شوند. اسنیک همچنین می‌تواند از مشت‌های خود برای مشت زدن و شکست دادن دشمنان گشت زن استفاده کند. بعضی اوقات، اگر بازیکن بدون هشدار به یک گارد با مشت ضربه بزند، گارد شکست خورده یک واحد جیره یا یک جعبه مهمات به دست می‌دهد که می‌توان آن را برداشت. علاوه بر نگهبانان دشمن، بازیکن با مزدورانی نیز روبرو می‌شود که بازیکن را به مبارزه دعوت می‌کنند.
پایگاه دشمن از سه ساختمان مختلف تشکیل شده‌است که دارای طبقات متعدد (شامل سطوح زیرزمین) در داخل آن‌هاست. بازیکن از کارت‌های کلیدی و سایر موارد برای باز کردن قفل درها و کشف مناطق جدید استفاده می‌کند. هر در فقط با یک کارت کلید مربوطه باز می‌شود. اطلاعات را می‌توان با نجات گروگان‌هایی که در داخل ساختمان نگهداری می‌شوند به دست آورد. پس از نجات پنج گروگان، رتبه بازیکن یک ستاره (با حداکثر رتبه چهار ستاره) افزایش می‌یابد، که امکان افزایش ظرفیت حمل و حداکثر سلامتی را فراهم می‌کند. با این حال، اگر یک گروگان کشته شود، بازیکن به رتبه قبلی تنزل می‌یابد.
یک فرستنده گیرنده برای اسنیک در دسترس است تا با افسر فرمانده خود، بیگ باس، یا یکی از اعضای مقاومت که به‌طور مخفیانه در نزدیکی Outer Heaven (اشنایدر، دایان و جنیفر) عمل می‌کند، در ارتباط باشد. هر یک از متحدان اسنیک در یک موضوع خاص تخصص دارند و معمولاً اطلاعات یا توصیه‌هایی را بر اساس منطقه فعلی بازیکن ارائه می‌دهند، اگرچه پاسخ همیشه تضمین نمی‌شود. بازیکن باید شماره فرکانس هر شخصیت را دنبال کند تا در طول بازی با آنها در تماس باشد.
نسخه ام‌اس‌ایکس۲ به استفاده از نوار گردان (مانند Bitcorder سونی) برای ذخیره و بارگیری پیشرفت بازی از نقاط بازرسی نیاز دارد. کارتریج گیم مستر ۲ همچنین می‌تواند برای فعال کردن حالت‌های ذخیره از طریق فلاپی‌دیسک در هر نقطه استفاده شود. نسخه‌های پلتفرم‌های بعدی این الزامات پیچیده را به لطف دستگاه‌های ذخیره‌سازی استاندارد مانند کارت‌های حافظه و درایوهای دیسک داخلی حذف کردند.

## پی‌رنگ

#### صحنه
متال گیر در یک تاریخ جایگزین رخ می‌دهد که در آن جنگ سرد پس از دهه ۱۹۸۰ به پایان نمی‌رسد، بلکه تا دهه ۱۹۹۰ ادامه دارد، با وقایع بازی در طول سال ۱۹۹۵ - در حالی که در نسخه ژاپنی ام‌اس‌ایکس۲ بازی، که به سال اشاره دارد، تعریف نشده‌است. به عنوان "19XX"، انتشار متال گیر سالید تاریخ را در روایت خود تعیین کرد. این بازی اولین ورودی در یک طرح کلی در مورد شخصیت سالید اسنیک را تشکیل می‌دهد که منشأ داستان بازی بعداً در متال گیر سالید ۵: فانتوم پین در سال ۲۰۱۵ بررسی شد.

#### شخصیت‌ها
همچنین ببینید: فهرست شخصیت‌های مجموعه متال گیر سالید
شخصیت این بازیکن سالید اسنیک، یک عضو تازه‌کار از گروه نیروهای ویژه FOXHOUND است که به اولین مأموریت خود فرستاده شده‌است. او از طریق رادیو توسط افسر فرمانده خود، بیگ باس، که اطلاعاتی در مورد اهداف و موارد مأموریت ارائه می‌دهد، کمک می‌کند. و همچنین یک جنبش مقاومت محلی متشکل از رهبر اشنایدر، معمار سابق که اسنیک را در طرح‌بندی قلعه راهنمایی می‌کند و مکان آیتم‌های کلیدی را می‌داند. دایان، یک خواننده پانک مثبت سابق که اطلاعاتی در مورد نیروهای دشمن از خانه خود ارائه می‌دهد. و جنیفر که برای یافتن برادر گمشده‌اش به کادر پزشکی «Outer Heaven» نفوذ کرد و به عنوان یک مأمور داخلی به اسنیک کمک کرد. در میان زندانیان نجات اسنیک شامل گری فاکس (گری فاکس در نسخه‌های بعدی)، یک مأمور FOXHOUND که در طول مأموریت قبلی دستگیر شده بود. دکتر پتروویچ (دکتر دراگو پتروویچ مدنار در نسخه‌های بعدی)، یک مهندس روباتیک که برخلاف میل خود برای Outer Heaven کار می‌کند. و دختر دکتر، الن، که توسط دشمن ربوده شد تا پدرش را مجبور به توسعه متال گیر کند.
باس‌ها عبارتند از Shoot Gunner (که در نسخه‌های بعدی به Shotmaker تغییر نام داد)، یک مأمور سابق Spetsnaz متخصص در تفنگ شورش. Machinegun Kid، یک عامل سابق SAS که به یک مسلسل مسلح شده‌است. Fire Trooper، یک مأمور سابق GSG 9 که از شعله افکن استفاده می‌کند. اردک ترسو (اردی کثیف در نسخه‌های بعدی)، یک تروریست در حال پرتاب بومرنگ که خود را با گروگان‌ها سپر می‌کند. آرنولد (Bloody Brad در نسخه‌های بعدی)، دو اندروید کلاس TX-11 که توسط دکتر پتروویچ طراحی شده‌اند. و مزدور افسانه ای که Outer Heaven را پایه‌گذاری کرد که هویت واقعی او تا آخر مشخص نیست.

#### داستان
نزدیک به پایان قرن بیستم، غرب متوجه می‌شود که یک سلاح کشتار جمعی در داخل Outer Heaven ساخته می‌شود، یک دولت مستحکم که توسط یک "مزدور افسانه ای" در ۲۰۰ کیلومتری شمال گالزبورگ، آفریقای جنوبی تأسیس شده‌است. واحد نیروهای ویژه FOXHOUND مأمور ارشد گری فاکس را برای نفوذ به قلعه، ارزیابی وضعیت و از بین بردن تهدید می‌فرستد. FOXHOUND چند روز بعد ارتباط خود را با گری فاکس از دست داد، و آخرین پیام او "METAL GEAR..." بود تا بفهمد چه اتفاقی برای گری فاکس افتاده‌است، فرمانده FOXHOUND، بیگ باس تازه‌نفس‌ترین سرباز خود، سالید اسنیک، را در عملیاتی با نام رمز "N313 نفوذ" به منطقه می‌فرستد.
اسنیک پس از ورود به Outer Heaven، با اعضای مقاومت محلی اشنایدر، دایان و جنیفر ارتباط برقرار می‌کند. او با استفاده از تمام مهارت‌ها و تجهیزاتی که در محل تهیه می‌کند، موفق می‌شود فاکس را نجات دهد. فاکس توضیح می‌دهد که متال گیر نام رمز یک تانک پیاده‌روی دوپا مجهز به کلاهک هسته‌ای است که می‌تواند در همه اشکال نبرد شرکت کند و سلاح‌های هسته‌ای را از هر مکانی پرتاب کند. Outer Heaven قصد دارد از متال گیر برای تحمیل خود به عنوان ابرقدرت جدید جهانی استفاده کند.
برای از بین بردن متال گیر و سرنگونی مزدوران Outer Heaven، اسنیک دکتر پتروویچ، مهندس ارشد متال گیر و دخترش الن را نجات می‌دهد. دانشمند توضیح می‌دهد که چگونه متال گیر را می‌توان از بین برد و اسنیک با نیروهای Outer Heaven مقابله می‌کند. با این حال، او متوجه می‌شود که تله‌هایی که سر راهش گذاشته شده بسیار دقیق هستند و تعجب می‌کند است که چگونه اطلاعات مربوط به فعالیت‌های او ردیابی می‌شود. بیگ باس شروع به رفتار عجیبی می‌کند، توصیه‌های گمراه کننده ای می‌دهد که اسنیک را به دام‌های متعددی می‌کشاند و در نهایت به او دستور می‌دهد که مأموریت را متوقف کند (شکستن دیوار چهارم با گفتن به بازیکن برای خاموش کردن سیستم). علاوه بر این، اشنایدر در کمین دشمنان قرار می‌گیرد و پس از قطع ارتباط با اسنیک، مرده فرض می‌شود.
اسنیک به مقر اصلی Outer Heaven نفوذ می‌کند و متال گیر را قبل از اینکه به اتمام برسد خارج می‌کند. همان‌طور که او با خیال راحت از زیرزمین مجتمع فرار می‌کند، با رهبر مزدور Outer Heaven روبرو می‌شود که معلوم می‌شود بیگ باس است. رهبر فاسد فاش می‌کند که از ارتباطات خود برای سرقت اطلاعات نظامی، تأسیس نیروی مزدور خود و تأمین مالی فعالیت‌های خود استفاده کرده‌است. هدف او این بود که Outer Heaven به بزرگترین ابرقدرت جهان تبدیل شود و بتواند حتی غرب را به زانو درآورد. او اسنیک تازه‌کار را فرستاد تا او را دستگیر کند و اطلاعات نادرست را به مقامات برساند، اما کاملاً واضح است که توانایی‌های اسنیک را دست کم گرفته بود.
با از دست دادن متال گیر و بسیاری از نیروی خود، بیگ باس ظاهراً دنباله خود تخریبی را شروع می‌کند و قول می‌دهد که به تنهایی نخواهد مرد و اسنیک به او خواهد پیوست. اسنیک در آخرین نبرد، بیگ باس را شکست می‌دهد و از Outer Heaven فرار می‌کند، زیرا شعله‌های آتش پشت سر او فرو می‌ریزد.

## توسعه
از کوجیما خواسته شد تا پروژه ای را از یک همکار ارشد به عهده بگیرد. متال گیر قرار بود یک بازی اکشن باشد که نبردهای نظامی مدرن را به نمایش بگذارد. با این حال، سخت‌افزار ام‌اس‌ایکس۲ تعداد گلوله‌ها و دشمنان روی صفحه را محدود می‌کرد، که کوجیما احساس می‌کرد که مانع از جنبهٔ جنگی می‌شود. کوجیما با الهام از فیلم فرار بزرگ، تمرکز گیم پلی بازی را از تیراندازی به دشمن به اجتناب از دستگیری تغییر داد. ژانر محبوب در آن زمان کوجیما بازی را طوری طراحی کرد که وقتی اسنیک توسط دشمن کشف شد، گیم پلی بازی تغییر کرد و تبدیل به یک بازی ویدیویی پازلی «مانند پک-من» (۱۹۸۰) شد که در آن نگهبانان دشمن مانند ارواح پک-من رفتار می‌کنند که اسنیک باید از آن‌ها اجتناب کند.
این بازی در مراحل اولیه برنامه‌ریزی Intruder (نفوذی) نام داشت. تصویر بسته‌بندی مورد استفاده برای نسخه‌های خرده‌فروشی بازی، که قهرمان داستان سالید اسنیک را در حالی که تفنگی در دست دارد به تصویر می‌کشد، در تبلیغاتی از مایکل بین که نقش شخصیت خود کایل ریس را از فیلم نابودگر در سال ۱۹۸۴ نشان می‌دهد، ردیابی شد. کوجیما که در آن زمان هنوز به تازگی در کونامی استخدام شده بود، هیچ دخالتی در تولید این تصویر نداشت.

## انتشار

### ام‌اس‌ایکس۲
متال گیر ابتدا در ۱۳ ژوئیه ۱۹۸۷ بر روی کامپیوتر خانگی ام‌اس‌ایکس۲ در ژاپن منتشر شد و نسخه انگلیسی آن در همان سال در اروپا منتشر شد. به دلیل محدودیت‌های حافظه، نسخه ژاپنی کاملاً با کاتاکانا (با نام شخصیت‌ها با حروف رومی) نوشته شده‌است، در حالی که نسخه انگلیسی کاملاً با حروف بزرگ نوشته شده‌است، نمونه‌های متعددی از دستور زبان و املای اشتباه دارد و تماس‌های رادیویی کمتری نسبت به نسخه ژاپنی دارد. (تنها ۵۶ درصد از تماس‌ها حفظ شده) و پیام‌ها کوتاه شده بود.
در ۱۸ آگوست ۲۰۰۴، کونامی یک پورت از ام‌اس‌ایکس۲ متال گیر را برای تلفن‌های همراه از طریق سرویس Konami Net DX خود در ژاپن به عنوان یک پیوند تبلیغاتی برای متال گیر سالید ۳: اسنیک ایتر منتشر کرد. این پورت به روز شده به عنوان نسخه پایه موجود در دومین دیسک سابسیستنس (نسخه توسعه یافته متال گیر سالید ۳) برای پلی استیشن ۲ منتشر شده در سال ۲۰۰۵ و بعداً در نسخه اچ‌دی برای پلی‌استیشن ۳ و اکس‌باکس ۳۶۰ در ۲۰۱۱ و برای پلی‌استیشن ویتا در سال ۲۰۱۲ منتشر شده.
متال گیر نسخهٔ ام‌اس‌ایکس۲ به عنوان یک کنسول مجازی قابل دانلود برای وی در ژاپن در ۸ دسامبر ۲۰۰۹ منتشر خواهد شد. رام مورد استفاده برای این نسخه مجدد شبیه‌سازی شده اصلاح شده‌است تا آن را با نسخه‌های بعدی بازی که برای پلتفرم‌های دیگر منتشر شده‌است هماهنگ کند. یک پورت آمیگا از نسخه ان ای اس در سال ۱۹۸۹ اعلام شد، اما منتشر نشد. اگرچه یک پورت غیررسمی آمیگا از نسخه ام‌اس‌ایکس۲ است که توسط برنامه‌نویس علاقه‌مند h0ffman در می ۲۰۲۱ توسعه یافته‌است.

### ان‌ای‌اس/فامیکام
پورت متال گیر برای فامیلی کامپیوتر دیسک سیستم (یا فامیکام) در ۲۲ دسامبر ۱۹۸۷ در ژاپن منتشر شد. پس از آن یک بومی سازی انگلیسی برای سیستم سرگرمی نینتندو (یا ان‌ای‌اس) در آمریکای شمالی در ژوئن ۱۹۸۸ منتشر شد (منتشر شده توسط کونامی). بخش Ultra Games) و در اروپا و استرالیا در سال ۱۹۸۹. این اولین نسخه متال گیر بود که در آمریکای شمالی منتشر شد، زیرا پلتفرم ام‌اس‌ایکس۲ هرگز در آن بازار عرضه نشد.
بر طبق حساب کوجیما، این پورت توسط بخش دیگری از کونامی در توکیو توسعه داده شد که کد منبع نسخه ام‌اس‌ایکس۲ را بدون رضایت تیم اصلی دریافت کردند. تغییرات زیادی در طول فرایند انتقال ایجاد شد که بعداً منجر به انکار این نسخه توسط خود کوجیما سال‌ها پس از انتشار آن شد. ماساهیرو اوئنو، که به عنوان برنامه‌نویس نسخه «ان‌ای‌اس» کار می‌کرد، اظهار داشت که به کارکنانی که در پورت کار می‌کردند مهلت سه‌ماهه داده شد و به آنها دستور داده شد تا پورت را تا حد امکان متفاوت از نسخه ام‌اس‌ایکس۲ تولید کنند. به دلیل محدودیت‌های سخت‌افزاری در نقشه‌بردار مورد استفاده، باس فایت متال گیر در نهایت با یک ابر رایانه جایگزین شد که توسط چهار سرباز دشمن محافظت می‌شد.
یکی دیگر از تغییرات بزرگی که در بازی ایجاد شد در طراحی‌های مراحل بود. به جای نفوذ در زیر آب از نسخه ام‌اس‌ایکس۲، نسخه "ان‌ای‌اس" بازی را با چتربازی سالید اسنیک در وسط جنگل در کنار سه سرباز دیگر (که نه دیده می‌شوند و نه پس از معرفی نام برده می‌شوند) آغاز می‌کند. پس از فرود در جنگل، بازیکن باید در انتها به یک کامیون حمل و نقل برسد که اسنیک را به ورودی ساختمان اول می‌برد. بازیکن همچنین می‌تواند از کامیون‌های حمل و نقل دیگر برای رسیدن سریعتر به ورودی ساختمان‌های دیگر استفاده کند، زیرا آنها در یک الگوی چرخه ای حرکت می‌کنند. طبقات زیرزمین ساختمان ۱ و ۲ در نسخه ام‌اس‌ایکس۲ به ساختمان‌های جداگانه، ساختمان ۴ و ۵ ساخته شده‌است که تنها با عبور از یکی از دو مازهای جنگلی واقع در مناطق بیرونی بین سه ساختمان دیگر قابل دسترسی است. مسیر صحیح در ماز جنگل هرگز در بازی آشکار نمی‌شود. علاوه بر برداشتن تانک Metal Gear، باس Hind D در پشت بام ساختمان ۱ نیز با یک جفت توپ‌زن مسلح به نام "Twin Shot" جایگزین شد. نسخه "ان‌ای‌اس" همچنین فاقد مرحله هشدار بالاتر نسبت به نسخه ام‌اس‌ایکس۲ است و سربازان جت پک در پشت بام ساختمان ۱ و ۲ توانایی پرواز خود را از دست دادند (که باعث می‌شود بیشتر شبیه نگهبانان معمولی عمل کنند). از سوی دیگر، دشمنان وقتی با مشت می‌میرند دیگر مهمات و جیره نمی‌اندازند. بسیار شبیه نسخه ام‌اس‌ایکس۲، بومی سازی انگلیسی نسخه‌های "ان‌ای‌اس" حاوی نمونه‌های متعدد دستور زبان اشتباه است، مانند "Contact missing our Grey Fox"، "اوه-اوه! کامیون شروع به حرکت کرد!"، و "احساس می‌کنم خوابم!!"
رمز عبور در این نسخه برای ذخیره پیشرفت استفاده می‌شود. هنگامی که اسنیک توسط دشمن کشته می‌شود، به بازیکن حق انتخاب داده می‌شود که بازی را از آخرین ذخیره ادامه دهد یا آن را ترک کند و بعداً با رمز عبور داده شده از سر بگیرد. رمز عبور رتبه اسنیک (که همچنین تعیین‌کننده ایست بازرسی او در این نسخه است)، موجودی، گروگان‌های نجات یافته، باس‌های شکست خورده و پرچم‌های رویداد خاص را نگه می‌دارد. یک رمز عبور خاص که در نسخه ژاپنی و آمریکای شمالی وجود دارد، که در آن بازیکن عبارت "fuck me" را تایپ می‌کند و فضاهای باقی مانده را با "۱" پر می‌کند، بازیکن را بدون تجهیزات به نبرد نهایی منتقل می‌کند. این منجر به تغییر سیستم رمز عبور برای نسخه‌های اروپایی بازی شد و تمام حروف صدادار حذف شد.
از آنجایی که نسخه ام‌اس‌ایکس۲ در آن زمان در آمریکای شمالی منتشر نشد، نسخه «ان‌ای‌اس» پایه‌ای برای چند پورت کامپیوتر خانگی بود که توسط Ultra Games در سال ۱۹۹۰ برای کمودور ۶۴ و ام‌اس-داس منتشر شد. نسخه کمودور ۶۴ در سال ۱۹۸۹، و نسخه ام‌اس-داس در سال ۱۹۹۰ منتشر شد. یک پورت شبیه‌سازی‌شده از نسخه فامیکام نیز در یک دیسک جایزه بسته‌بندی شده در کنار متال گیر سالید: زوج اسنیک در یک بسته کنسول گیم‌کیوب نسخه محدود که به‌طور انحصاری در ژاپن منتشر شد گنجانده شد.

## بازخوردها
نسخه ام‌اس‌ایکس۲ متال گیر به مدت پنج ماه در ۲۰ بازی برتر MSX Magazine ام‌اس‌ایکس در ژاپن قرار گرفت و رتبه اول را کسب کرد. در شماره ۴ اکتبر ۱۹۸۷ و اوج گرفتن در شماره ۳ ماه بعد نسخه ان ای اس یک موفقیت بزرگ بین‌المللی بود و ۱ میلیون واحد در ایالات متحده فروخت. این دومین بازی پرفروش در ایالات متحده در اکتبر ۱۹۸۸ بود، درست پایین‌تر از برادران سوپر ماریو ۲ و تا اوایل سال ۱۹۸۹ در بین ده بازی برتر باقی ماند.
Games Machine با بررسی مثبت نسخه ام‌اس‌ایکس، امتیاز ۷۹٪ را به بازی داد. آن‌ها اظهار داشتند که "تصور اولیه تحقیر نسبت به این مرد ماچوی غیر متحرک غیر قابل توجه ممکن است با کاوش عمیق تر به سرعت تغییر کند." آن‌ها گرافیک و ابعاد مراحل بازی را تحسین کردند و بر این واقعیت تأکید کردند که تضمین می‌کند "اکشن و تعلیق هرگز از بین نمی‌رود". آن‌ها همچنین نوشتند که بازی به سرعت اعتیادآور بود و "اشتیاق برای ورود بیشتر به بازی بسیار قوی است". آن‌ها در مورد کیفیت بازی نتیجه‌گیری مثبت کردند و گفتند که اگر "این استاندارد نرم افزار کونامی حفظ شود، شاید افراد بیشتری در مورد پیوستن به ۲۰۰٬۰۰۰ مالک ام‌اس‌ایکس دیگر فکر کنند." آن‌ها خاطرنشان کردند که در آن زمان هیچ اطلاعاتی در مورد نویسنده ژاپنی بازی وجود نداشت، اما اظهار داشتند که "هر کسی که ممکن است باشد مطمئناً به نظر می‌رسد که کار خود را می‌داند.
فامیتسو نسخه ۲۴ از ۴۰ فامیکام را در سال ۱۹۸۸، و ۳ از ۵ ستاره را در سال ۱۹۸۹ رتبه‌بندی کرد. Game Players نسخه‌های ان‌ای‌اس و کمودور را بررسی کردند و عنوان کردند که Metal Gear "out-Rambos" Rambo است و یک بازی "به‌شدت چالش‌برانگیز" است که "در یک محیط پیچیده مانند هزارتو رخ می‌دهد و فضای زیادی برای استراتژی و همچنین استقامت دارد." آن‌ها آن را در میان ۱۰۰ بازی برتر تمام دوران در سال ۱۹۸۹ فهرست کردند. کامپیوتر گیمینگ ورلد نیز نسخه ان ای اس را بررسی کرد و "مفهوم قوی" آن را تحسین کرد اما اظهار داشت که "چیزی کمتر از یک موفقیت کامل" است. آن‌ها گرافیک را "قابل قبول" خواندند و ستایش کردند که چگونه "بازیکن را ملزم به دستیابی به فناوری جدیدتر و مرگبارتر در طول بازی" می‌کند، اما از سیستم کنترل و آسیب‌پذیری بزرگ بازیکن در هنگام غیر مسلح شدن در شروع بازی انتقاد کردند. با این وجود، آن‌ها اظهار داشتند که متال گیر "نوید بزرگی برای بازی‌های Ultra برای آینده نشان می‌دهد" زیرا "تلاش می‌کند از فرمت استاندارد دویدن/پریدن/تیراندازی" بیشتر بازی‌های ان‌ای‌اس فراتر رود، و به این نتیجه رسیدند که بازی "یک فوق‌العاده بالقوه است که متأسفانه با ضعف‌های خودش خراب شده‌است".
نسخه ان‌ای‌اس متال گیر در فهرست ۲۰۰ بازی برتر نینتندو پاور در رتبه ۱۰۴ بهترین بازی ساخته شده در سیستم نینتندو قرار گرفت. گیمز ریدار آن را به عنوان ششمین بازی برتر ان‌ای‌اس که تا کنون ساخته شده‌است، رتبه‌بندی کرد و کارکنان احساس کردند که این بازی سبک خود را محبوب کرده‌است. در سال ۱۹۹۷ الکترونیک گیمینگ مانثلی نسخه ان‌ای‌اس را به عنوان سی و پنجمین بازی ویدیویی کنسولی برتر در تمام دوران نامگذاری کرد و به این اشاره کرد که «چگونه باید مانند یک جاسوس فکر کنید تا برنده شوید، به این معنی که همیشه لازم نیست بجنگید.» این بازی در رتبه ۵۳ در میان ۱۰۰ بازی ویدیویی برتر خود در تمام دوران است که جنبه‌های مخفیانه و طرح دراماتیک بازی را ستایش می‌کند.

## میراث
موفقیت این بازی منجر به خلق دو دنباله جداگانه شد. اولین مورد، انتقام اسنیک، به‌طور خاص برای ان‌ای‌اس در آمریکای شمالی و اروپا در سال ۱۹۹۰ تولید شد و دیگری، متال گیر ۲: سالید اسنیک، دنباله‌ای بود که توسط هیدئو کوجیما توسعه یافت و در همان سال در ژاپن برای ام‌اس‌ایکس۲ منتشر شد. پاسخی به خلقت اولین متال گیر سالید در سال ۱۹۹۸ برای پلی‌استیشن دنبال شد که به نوبه خود با دنباله‌ها و اسپین‌آف‌های متعددی در سری متال گیر همراه شد.
موسیقی مقدمه ("عملیات Intrude N313")، موسیقی متن ("Theme of Tara") و موسیقی متن هنگام باختن ("Just Another Dead Soldier") از نسخه ام‌اس‌ایکس۲ برای مرحله آموزشی VR در متال گیر سالید دوباره استفاده شد. و همچنین در متال گیر سالید: شبح بابل و متال گیر سالید ۲: پسران آزادی استفاده شد. "Theme of Tara" یکی از آهنگ‌هایی است که در مرحله "Shadow Moses Island" در برادران سوپر اسمش. نزاع برای وی شنیده می‌شود، موسیقی بخش ابتدایی مرحله Battleship Halberd Interior در حالت ماجراجویی. اسنیک رسماً وارد خط داستانی می‌شود و همچنین می‌تواند با آیتم آی‌پاد در متال گیر سالید ۴: سلاح‌های میهن‌پرستان به عنوان موسیقی انتخاب شود.

### رسانه‌های مرتبط
در سال ۱۹۸۸، کونامی یک گیم‌بوک اقتباسی از متال گیر در ژاپن به عنوان دومین قسمت از سری کتاب‌های بازی کونامی خود منتشر کرد. گیم‌بوک دو سال پس از وقایع بازی تعریف می‌شود که در آن سالید اسنیک پس از دریافت اطلاعاتی در مورد یک گروه تروریستی که برنامه‌های متال گیر را به دست آورده‌اند و اکنون در حال تولید انبوه آن هستند، این کتاب سالید اسنیک را به عنوان یک تصویرگر ناموفق در زندگی شخصی خود خارج از شغلش به عنوان یک مأمور FOXHOUND نشان می‌دهد.
در سال ۱۹۹۰، رمانی از متال گیر در ایالات متحده توسط Scholastic Books به عنوان بخشی از سری رمان‌های Worlds of Power بر اساس بازی‌های شخص ثالث «ان‌ای‌اس» منتشر شد. کتاب متال گیر توسط الکساندر فراست با نام مستعار F.X Nine نوشته شده‌است. همان نام قلمی که برای همه نویسندگان مجموعه Worlds of Power استفاده می‌شود. این کتاب بسیار نزدیکتر به نسخه بومی سازی شده داستان پس زمینه که در بسته‌بندی و کتابچه راهنمای آمریکای شمالی ارائه شده‌است، پایبند است، برخلاف طرح واقعی درون بازی که برای منعکس کردن این تفاوت تغییر نکرده‌است. بیگ باس در این کتاب حضور ندارد، اما در عوض، دو شخصیت مختلف، فرمانده جنوبی و سرهنگ ورمون کاتافی، به ترتیب به عنوان افسر فرمانده سالید اسنیک و رهبر Outer Heaven خدمت می‌کنند. این کتاب همچنین هویت جاستین هالی را به سالید اسنیک می‌دهد و نام سازمان او را از FOX HOUND به Snake Men (مردان اسنیک) تغییر می‌دهد. از آنجایی که کتاب کودکان خردسال را هدف قرار داده بود، تصویر جلد تغییر کرد و تفنگ دستی اسنیک حدف شد.

## تلاش‌ها برای بازسازی

### رسمی
طی یک رویداد عمومی پرسش و پاسخ که در لندن با جف کیلی در ۱۳ مارس ۲۰۱۴ برگزار شد، هیدئو کوجیما، خالق مجموعه، علاقه خود را به توسعه بازسازی‌های بازی‌های ام‌اس‌ایکس۲ متال گیر ابراز کرد تا اختلافات داستانی را که از آن زمان در مجموعه معرفی شده بود، ایجاد کند. هیچ برنامه‌ای در آن زمان به دلیل توسعه مداوم متال گیر سالید ۵: فانتوم پین (خود یک پیش‌درآمد قبل از رویدادهای متال گیر اصلی) وجود نداشت. با این حال، کوجیما پس از انتشار فانتوم پین از کونامی جدا شد و احتمال چنین بازسازی‌هایی را زیر سؤال برد.

### غیررسمی
یک ماد بازسازی متال گیر برای ازدحام بیگانه در حال توسعه بود که توسط کونامی اجازه استفاده از مطالب دارای حق نشر را با این توافق که آن‌ها از بازسازی سودی نبرند یا کمک‌های مالی را برای تولید نپذیرند، اعطا شد که در ۳ ژوئن ۲۰۱۴ لغو شد. دیوید هیتر قرار بود صدا پیشه سالید باشد. یک بازسازی جدید توسط طرفداران در حال حاضر با استفاده از آنریل انجین ۴ با عنوان Outer Heaven در حال توسعه است.